# Kim Kyung-ah
Kim Kyung-ah (경아 김 - Daejeon, 25 mei 1977) is een Zuid-Koreaans tafeltennisspeelster. Zij won bronzen medailles in het enkelspeltoernooi van de Olympische Zomerspelen 2004 en samen met Park Mi-young in het dubbelspel voor vrouwen op zowel het WK 2007 in Zagreb als het WK 2009 in Yokohama.
Kyung-ah bereikte in augustus 2010 haar hoogste positie op de ITTF-wereldranglijst, toen ze vierde stond.

## Sportieve loopbaan
Kyung-ah maakte haar debuut in het internationale (senioren)circuit op het Joegoslavië Open, in het kader van de ITTF Pro Tour. Daarop schreef ze vervolgens zowel enkel- als dubbelspeltoernooien op haar naam. Zo won ze het enkelspel op de Japan Open 2002, Kroatië Open 2004, Korea Open 2005, Brazilië Open 2005 en Chili Open 2005. Kyung-ah won daarnaast de dubbelspelen van het Japan Open 2001, Duitsland Open 2001, Zweden Open 2007, Brazilië Open 2008 en Korea Open 2009.

Kyung-ah bereikte in 2001, 2003, 2004, 2005, 2007 en 2008 de ITTF Pro Tour Grand Finals, waarop ze in de laatste drie edities elke keer als verliezend finaliste het dubbelspeltoernooi afsloot. In 2005 stond Kim Bok-rae daarin aan haar zijde, in zowel '07 als '08 Mi-young. Achtereenvolgens de duo's Gao Jun/Shen Yanfei, Guo Yue/Li Xiaoxia en Li Jia Wei/Sun Bei Bei gingen er met het goud vandoor.
Buiten de Pro Tour is Kyung-ah minder productief. Met het Zuid-Koreaanse team werd ze een keer vierde op het WK in Doha 2004 en vijfde in Bremen 2006. Het toernooi in 2007 waarbij ze met Mi-young brons won in het dubbelspel, was het eerste waarbij ze in een individuele discipline voorbij de kwartfinales kwam. Toch sloeg de Zuid-Koreaanse op de Olympische Spelen in 2004 bijna een dubbelslag. Naast haar bronzen medaille in het enkelspel, kwam ze samen met Bok-Rae ook tot in de halve finales van het dubbelspeltoernooi, maar moest daarin uiteindelijk genoegen nemen met plaats vier.